# ياب
ياب (بالإنجليزية: Yap) وتعرف محليًا باسم واب، جزيرة من جزر الكارولين غرب المحيط الهادي، وهي ولاية من ولايات ميكرونيسيا المتحدة. و تعتبر العادات والتقاليد الأصلية لجزيرة ياب قوية مقارنة بالجزر المجاورة. تتكون جزيرة ياب من أربع جزر قاريّة قريبة من بعضها،وترتبط بـشعاب مرجانية مشتركة. كما تتكون أرض ياب من تلال تغطى بكثافة ب الغطاء النباتي. وتغطي مستنقعات المنغروف معظم الشاطئ. ويحيط بالجزيرة حواجز مرجانية بينها بحيرة.

## تاريخها
ورد أقدم ذكر لياب من قبل الأوروبيين خلال البعثة الإسبانية من الرحالة ألفارو دي سافيدرا عام 1528،وسجلت رؤيته أيضًا من قبل البعثة الإسبانية روي لوبيز دي فيلالوبوس في 26 يناير 1543، الذي رسمه لهم كما أنجليس ("الشعاب المرجانية"). وفي ياب تلقت البعثة في فيلالوبوس "نفس تحية للدهشة كما سبق في جزيرة Fais من السكان المحليين الاقتراب من السفن في الزوارق: "بوينس دياس". مرة أخرى، "البحارة يوم جيد!" في القرن السادس عشر التي تثبت وجود الإسباني السابق مثالي من الأسبان في المنطقة. يتم تضمين الحساب الأصلي من هذه القصة في التقرير أن وأوغسطينوس فراي جيرونيمو دي سانتيستيبان، السفر مع البعثة في فيلالوبوس، كتب لنائب الملك في إسبانيا الجديدة، بينما في كوتشي أثناء رحلة. ظهرت ياب أيضًا باللغة الإسبانية الرسوم البيانية كما أنجليس GARBANZOS (الحمص بالاسبانية) وغران كارولينا (كارولين العظمى باللغة الإسبانية).

موقع الجزيرة من المحيط الهادي

من القرن 17 حتى عام 1899، كانت ياب مستعمرة أسبانية ضمن قبطانية العام للفلبين. استخدام الإسبانية جزيرة ياب كسجن لأولئك استولى عليه خلال الثورة الفلبينية (204-212) بعد الهزيمة ضد الولايات المتحدة في عام 1898 والخسارة اللاحقة من الفلبين وإسبانيا باعت هذه الجزر وممتلكاتها أخرى ثانوية المحيط الهادئ لألمانيا.
وكانت ياب مركز رئيسي للألمان مركز الاتصالات البحرية قبل الحرب العالمية الأولى ومركزا دوليا هاما للكابلات التلغراف، مع المتحدث تتفرع إلى غوام، شنغهاي ومانادو (الساحل الشمالي لسولاويزي). احتلتها القوات اليابانية في سبتمبر 1914، وتمريرها إلى الإمبراطورية اليابانية بموجب معاهدة فرساي عام 1919 باعتبارها أراضي المفروضة بموجب عصبة الأمم الإشراف. تم تأمين US الحقوق التجارية في الجزيرة بموجب معاهدة بين الولايات المتحدة واليابان خاصة لهذا الغرض، اختتمت يوم 11 فبراير، 1922.
في الحرب العالمية الثانية، اليابانية كان "هيلد" ياب واحدة من الجزر تجاوزه في الولايات المتحدة «التنقل بين الجزر الإستراتيجية»، على الرغم من تعرض للقصف بشكل منتظم من قبل السفن الأمريكية والطائرات، والقاذفات اليابانية على أساس ياب-فعل بعض الضرر في المقابل. اليابانية حامية تضم 4423 الإمبراطوري الياباني الرجال تحت قيادة العقيد دايهاتشي إيتو و 1،494 IJN الرجال.
في نهاية الحرب العالمية الثانية، إحتلت ياب من قبل المنتصرين العسكري الأمريكي. عقدت الولايات المتحدة وبين بقية جزر كارولين بمثابة الوصاية بموجب تفويض من الأمم المتحدة (في «الإقليم الخاضع للوصاية من جزر المحيط الهادئ») حتى عام 1986. ففي ذلك العام، ياب، تراك، بوهنباي، وكوسراي تشكيل دولة مستقلة من وولايات ميكرونيزيا الموحدة. في إطار إتفاق الإرتباط الحر مع الولايات المتحدة، ويسمح للمواطنين ميكرونيزيا والسلع دخول إلى الولايات المتحدة مع بعض القيود.
أمريكا فيلق السلام نشطت في ياب منذ عام 1966. منظمات غير ربحية مقرها الولايات المتحدة الأخرى، بما في ذلك Habele، لها حضور مستمر على كل ياب السليم وجزرها الخارجية، تهدف إلى تقليص الفوارق التعليمية وعدم المساواة في الوصول إلى التدريس في الفصول الدراسية فعالة.

## التقسيم الإداري
تنقسم الولاية لـ 21 بلدية: داليبيبيناو، يوريبيك، إيلاتو، فايس، فانيف، فاروليب، جيفيروت، جاجيل، جيلمان، إيفاليك، كانيفاي، لاموتريك، خاب، نجولو، بيكيلوت، روول، رومونج، ستوال، سورول، توميل، أوليثي.

## هياكل العيش (الابنية المحلية)

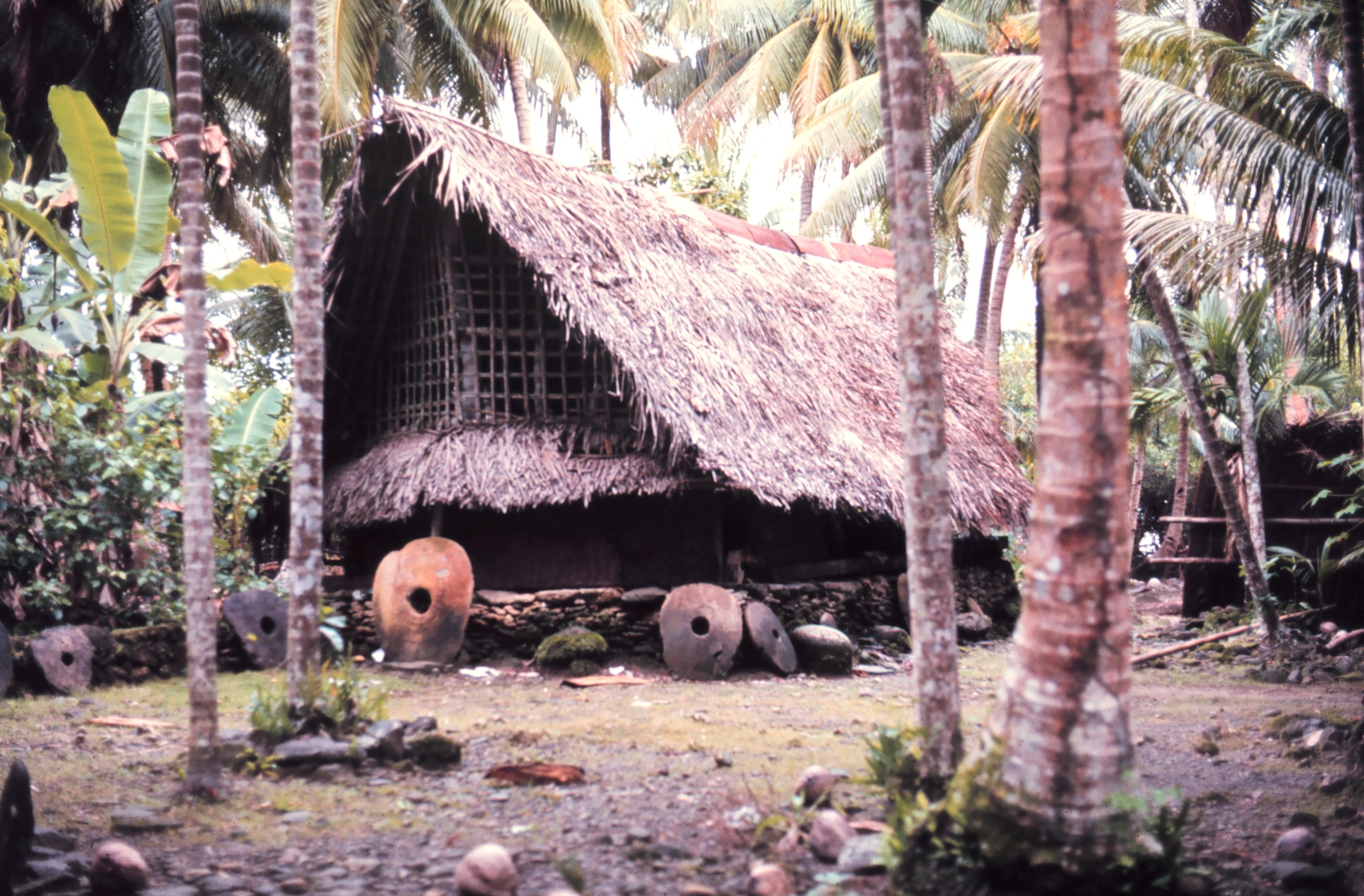
نمط من هياكل العيش في الجزيرة.

هناك ثلاثة أنواع من المباني التقليدية على ياب. و" تابنو" هو منزل الأسرة، ولها سقف مصنوع من القش المنسوجة (سعف النخيل المجفف). في الداخل، هناك غرفة واحدة مفتوحة مع أي ضيف. المطابخ وهياكل مستقلة خارج منازل عائلة.
و"faluw،" هو «بيت الرجال». قبل الحرب العالمية الأولى، كان قد تم اختطاف النساء واقتيد إلى faluw. لم يعد حدوث هذه الممارسة اليوم. واعتبرت النساء أنه لشرف أن يتم اختياره لfaluw، فقط لأن أجمل النساء ستتخذ هناك. ومثل هذه المرأة تدعى "mispil" (الأنثى المقيمة) من faluw. كما كان أكثر وأكثر على الثقافة في الجزيرة من قبل بقية وجهات النظر في العالم على الدعارة، وانتهت هذه الممارسة.
أكبر من ثلاثة أنواع هي "pebay"، وهو مكان للمجتمع للعمل معا للمدرسة، والرقصات أو الاجتماعات. كما هو الحال مع جميع الهياكل على ياب، فمن الضروري الحصول على إذن قبل الدخول. هناك منازل عدد قليل من الرجال أن السماح للنساء للدخول، ولكن الناس يجب أن نسأل دائما للحصول على إذن.

## اللغة والعرق
اليابيون ينتمون إلى اللغات الأسترونيزية، وبشكل أكثر تحديدا إلى اللغات المحيطية. وقد استقر ياب في البداية المهاجرين القدماء من شبه جزيرة الملايو، والإندونيسية أرخبيل، غينيا الجديدة، وجزر سليمان. شعب جزر ياب والخارجي هم أحفاد المستوطنين البولينيزية، وعلى هذا النحو يكون الاختلاف العرقي كبيرة من الناس من ياب السليم. الثقافة واللغات (من Ulithian و Woleaian) ترتبط ارتباطا وثيقا لتلك الجزر المجاورة من شوك.
هيكل الطراز التقليدي مع المال الحجر تشير ثروة كبيرة. ويستخرج معظم الحجارة على بالاو والذي بثته ومداد زورق حوالي 450 كيلومتر (280 ميل).

## الطرق والملاحة
لم يعرف القدامى من اليابيون بعض الملاحين انما بالفراسة يعتمدون السفر مسافات هائلة في الزوارق مداد، بدون مساعدة من البوصلة، تبحر من النجوم وأنماط أمواج المحيط باستخدام تقنيات ميكرونيزيا والملاحة البولينيزية. خلال عصر ما قبل الاستعمار، شعب ياب إنشاء السليم إمبراطورية الجزيرة وهيمنته على ما هي الآن الجزر الخارجية ياب الدولة. في بداية القرن 19، كان المستعمر ياب من قبل الإسبان والألمان، واليابانية على التوالي.
والمزدوجة الهيكل النزهة الزورق Alingano Maisu، موهوب من قبل جمعية النزهة البولينيزية إلى الملاح سيد ماو Piailug، هو في جزيرة ياب تحت قيادة ابنه Piailug، وسيزاريو Sewralur استدار المنزل.

## البنية الاجتماعية
"يتسم مجتمع الياب بنظام طبقي معقد يعتمد على تقسيم الأفراد إلى طبقات مختلفة. تاريخياً، كانت هذه الطبقات تتغير باستمرار، حيث يمكن لقرية بأكملها أن ترتقي أو تهبط في الرتبة مقارنة بالقرى الأخرى، وذلك بناءً على نجاحها أو فشلها في الصراعات بين القرى. فبعد انتهاء الصراع، كانت القرية الفائزة ترتقي في الرتبة، بينما كانت القرية الخاسرة تقبل بالنزول. وفي كثير من الحالات، كانت القرى ذات الرتبة الأدنى ملزمة ببناء منشآت للقرى ذات الرتبة الأعلى. كما كانت تفرض قيود غذائية على القرى الأدنى، حيث يحظر عليها زراعة أو أكل بعض الأنواع من المحاصيل والحيوانات.
قبل وصول المستعمرين الألمان، كان هذا النظام الطبقي مرناً ومتغيراً، حيث كانت ترتيبات القرى والأسر تتغير باستمرار نتيجة للصراعات والتنافس بينها. ولكن مع نهاية القرن التاسع عشر، فرضت الإدارة الاستعمارية الألمانية نظاماً أكثر استقراراً وحظرت الصراعات العنيفة بين القرى. وبالتالي، تجمّدت الأوضاع الطبقية في كل قرية ، ولم تتغير منذ ذلك الحين. ونتيجة لذلك، لا تزال قرى ياب، غاتشبار، ونجولوج تحتفظ بأعلى الرتب، بينما تأتي قرية طب من بلدية توميل في المرتبة الأعلى بين القرى الثلاثة."

## جغرافيا
كولونيا هي عاصمة ولاية ياب. وهي تدار بواسطة كلاً من ياب و 14 جزيرة مرجانية من الشرق والجنوب لمسافة نحو 800 كم (500 ميل)، وهما إياريبيك، إيلاتو، فايس، فاراوليب، جافيروت، إيفاليك، لاموتريك، نجولو، أوليماراو، بياجايلو) غرب فايو)، بيكيلوت، سورول، أوليزي، والجزيرة المرجانية ولياي فضلاً عن جزيرة ساتا.
وصل في عام 2003 تعداد السكان إلى 6,300 في كلاً من كولونيا والبلديات العشر الأخرى. وتتكون الولاية من مساحة 119.54 كم² (46.15 ميل²).

## المناخ
| البيانات المناخية لـYap                                   | البيانات المناخية لـYap | البيانات المناخية لـYap | البيانات المناخية لـYap | البيانات المناخية لـYap | البيانات المناخية لـYap | البيانات المناخية لـYap | البيانات المناخية لـYap | البيانات المناخية لـYap | البيانات المناخية لـYap | البيانات المناخية لـYap | البيانات المناخية لـYap | البيانات المناخية لـYap | البيانات المناخية لـYap |
| الشهر                                                     | يناير                   | فبراير                  | مارس                    | أبريل                   | مايو                    | يونيو                   | يوليو                   | أغسطس                   | سبتمبر                  | أكتوبر                  | نوفمبر                  | ديسمبر                  | المعدل السنوي           |
| --------------------------------------------------------- | ----------------------- | ----------------------- | ----------------------- | ----------------------- | ----------------------- | ----------------------- | ----------------------- | ----------------------- | ----------------------- | ----------------------- | ----------------------- | ----------------------- | ----------------------- |
| الدرجة القصوى °م (°ف)                                     | 33 (91)                 | 34 (93)                 | 34 (93)                 | 35 (95)                 | 35 (95)                 | 34 (94)                 | 34 (93)                 | 36 (96)                 | 34 (94)                 | 34 (94)                 | 34 (94)                 | 36 (96)                 | 36 (96)                 |
| متوسط درجة الحرارة الكبرى °م (°ف)                         | 30.1 (86.2)             | 30.2 (86.4)             | 31.1 (88.0)             | 31.2 (88.2)             | 30.9 (87.6)             | 30.7 (87.3)             | 30.6 (87.1)             | 30.8 (87.4)             | 30.9 (87.6)             | 30.9 (87.6)             | 30.4 (86.7)             | 30.7 (87.3)             | 30.7 (87.3)             |
| المتوسط اليومي °م (°ف)                                    | 26.8 (80.2)             | 26.9 (80.4)             | 27.5 (81.5)             | 27.6 (81.7)             | 27.3 (81.1)             | 27.1 (80.8)             | 27.1 (80.8)             | 27.1 (80.8)             | 27.2 (81.0)             | 27.3 (81.1)             | 27.1 (80.8)             | 27.2 (81.0)             | 27.2 (81.0)             |
| متوسط درجة الحرارة الصغرى °م (°ف)                         | 23.5 (74.3)             | 23.5 (74.3)             | 24.0 (75.2)             | 24.1 (75.4)             | 23.8 (74.8)             | 23.6 (74.5)             | 23.4 (74.1)             | 23.4 (74.1)             | 23.5 (74.3)             | 23.7 (74.7)             | 23.8 (74.8)             | 23.7 (74.7)             | 23.7 (74.7)             |
| أدنى درجة حرارة °م (°ف)                                   | 19 (67)                 | 19 (66)                 | 19 (66)                 | 19 (67)                 | 18 (65)                 | 19 (66)                 | 18 (65)                 | 19 (66)                 | 19 (66)                 | 17 (63)                 | 18 (65)                 | 17 (63)                 | 17 (63)                 |
| الهطول مم (إنش)                                           | 186 (7.33)              | 152 (5.98)              | 151 (5.96)              | 146 (5.76)              | 230 (9.06)              | 322 (12.69)             | 369 (14.54)             | 386 (15.20)             | 343 (13.51)             | 304 (11.97)             | 230 (9.07)              | 228 (8.99)              | 3٬050 (120.06)          |
| متوسط أيام هطول الأمطار (≥ 1.0 mm)                        | 16.8                    | 13.4                    | 13.7                    | 12.6                    | 17.1                    | 20.2                    | 21.2                    | 20.9                    | 19.3                    | 20.1                    | 18.7                    | 17.6                    | 211.6                   |
| متوسط الرطوبة النسبية (%)                                 | 82                      | 81                      | 80                      | 79                      | 81                      | 83                      | 84                      | 84                      | 84                      | 84                      | 83                      | 83                      | 82                      |
| ساعات سطوع الشمس الشهرية                                  | 210.8                   | 211.9                   | 251.1                   | 255.0                   | 244.9                   | 201.0                   | 189.1                   | 176.7                   | 180.0                   | 170.5                   | 192.0                   | 198.4                   | 2٬481٫4                 |
| المصدر #1: Weatherbase                                    |                         |                         |                         |                         |                         |                         |                         |                         |                         |                         |                         |                         |                         |
| المصدر #2: مرصد هونغ كونغ ‏ (sun, precipitation 1961-1990) |                         |                         |                         |                         |                         |                         |                         |                         |                         |                         |                         |                         |                         |

## الثقافة
يوجد خمس لغات رسمية في ياب. هي الإنجليزية واليابيسية ويولوزية والوليانية والساتوليسية.